# ファウンテン郡 (インディアナ州)
ファウンテン郡（英: Fountain County）は、アメリカ合衆国インディアナ州の西部、ウォバッシュ川の東岸に位置する郡である。公式には1826年にインディアナ州53番目の郡として設立された。2010年国勢調査での人口は17,240人であり、2000年の17,954人から4.0％減少した。郡庁所在地はコビントン市（人口2,645人）であり、同郡で人口最大の都市はアッティカ市（人口3,245人）である。
郡内には8つの法人化された都市と町があり、その総人口は約9,700人である。他にも多くの未編入の町があり、また11の郡区に別れ、それぞれ地方サービスを行っている。郡内を州間高速道路が1本、アメリカ国道が2本、インディアナ州道が5本通り、また鉄道の幹線が1本通っている。

## 歴史
インディアナ州は1816年に設立された。ファウンテン郡となった地域で最初の非先住民開拓者は1823年初期に入ってきたフォーブスと考えられており、間もなく他の者が続いた。ファウンテン郡は公式には1825年12月30日の州法で設立され、その法は1826年4月1日に有効となった。その後も郡の領域は変更されなかった。郡名はケンタッキー州の軍人で、北西インディアン戦争の1790年10月22日に起きたハーマーの敗戦で戦死したジェイムズ・フォンテーンに因んで名付けられた。その戦場は今日のフォートウェイン近くだった。

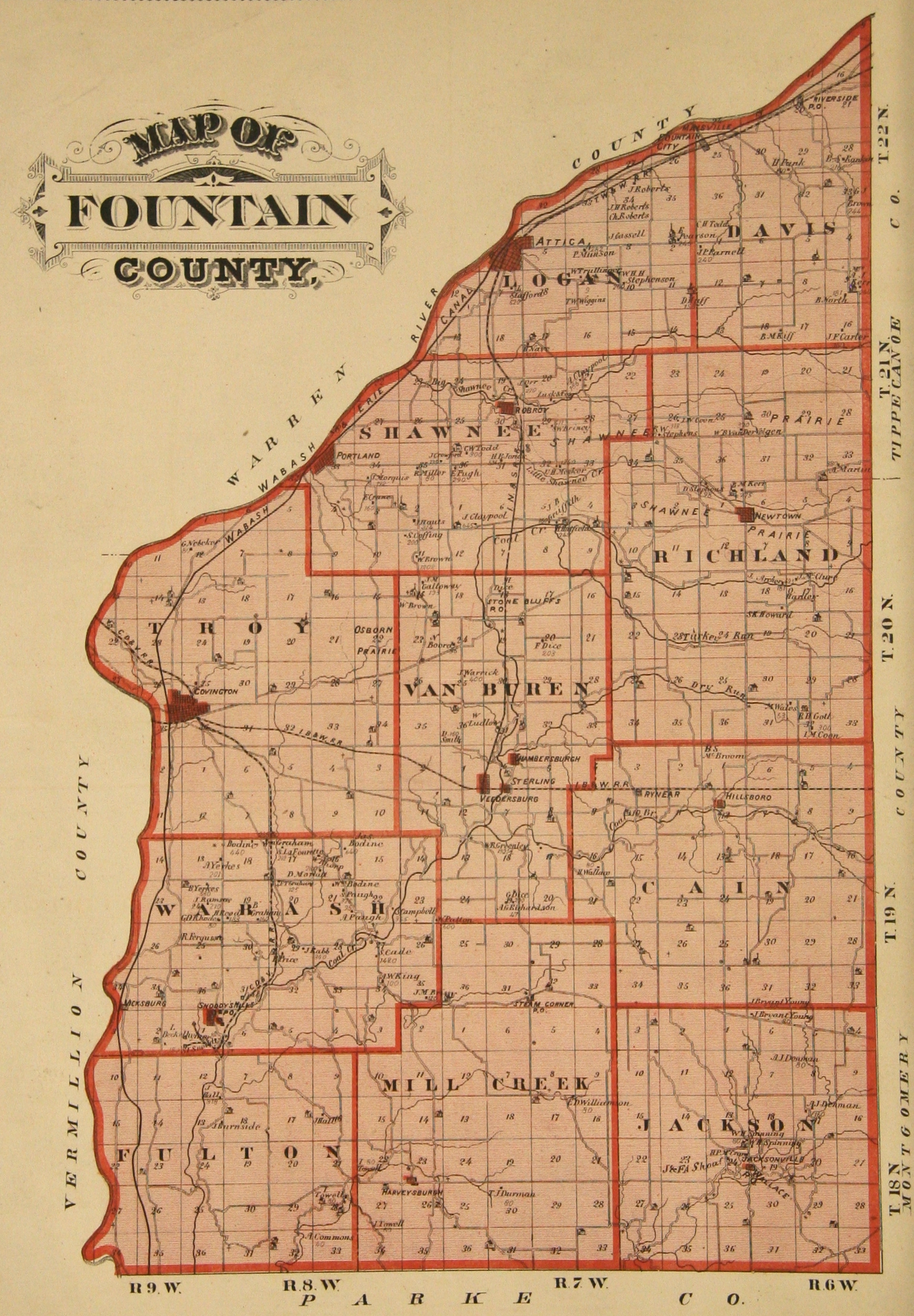
ファウンテン郡、1876の地図

初代の郡庁舎1827年にコビントンに建設された2階建て木枠組みの建物だった。この建設にはエイブラハム・グリフィスが335ドルで一番札を取った。2年後の1829年、煉瓦造りの建物が必要だと決められ、新しい庁舎の建設計画が立てられたが、当時の州法で郡庁所在地の移転を要求してきた。最終的に郡庁所在地はコビントンのままとすることが決められ、煉瓦造りの郡庁舎は1833年に完成した。三代目の郡庁舎は1856年に発注され、1857年に33,500ドルを掛けて完成した。1860年1月には最初の巡回裁判所がこの建物で開かれた。しかし、同日に火事が発生して建物は大半が破壊された。四代目の郡庁舎は建築家アイザック・ホッジソンが設計し、1861年1月に完成した。建築費は54,624.05ドルだった。現在有る五代目の郡庁舎は1936年から1937年に246,734ドルを掛けて建設された。これは前の建物が安全ではないと宣言されたために、建て替えられたものだった。工事はシカゴのジェイコブソン兄弟が請け負い、ルイス・R・ジョンソンとラファイエットのウォルター学派が設計した。郡庁舎の内壁には1937年から1940年に掛けて、ユージーン・フランシス・サベージなどが多くの壁画を描いた。壁画の広さは総計で2,500平方フィート (232 m2) あり、インディアナ州西部の開拓の様子を描いている。
ウォバッシュ・アンド・エリー運河の建設は1832年に始まり、南西に延び、1842年にはラファイエットまで開通した。1846年にはコビントンに達し、1847年、運河を使った郡内の交通が始まった。後に開通した郡最初の鉄道が運河の無用さを予告していたものの、この運河を最後の船が通過したのは1875年になっていた。
郡最初の鉄道はトレド・ウォバッシュ・アンド・ウェスタン鉄道（後のウォバッシュ鉄道）であり、郡の東から北部を抜け1856年にはアッティカまで延伸された。翌年にはさらに西のウォーレン郡を抜けてイリノイ州との州境まで達した。別に、インディアナポリス・クロウフォーズビル・アンド・ダンビル鉄道（後のインディアナ・ブルーミントン・アンド・ウェスタン鉄道）が1855年に建設開始したが、州全体の経済のために1858年には中断された。この線は別の経営者によって1870年に完成し、1871年には列車の運行を始めた。ファウンテン郡ではコビントン、ビーダーズバーグ、ヒルズボロを通っていた。

## 地理

現在のファウンテン郡図

ファウンテン郡の北と西の郡境は、北東のティピカヌー郡から流れてくるウォバッシュ川になっている。川向こうの北西側はウォーレン郡であり、その向こうはイリノイ州である。南西側はバーミリオン郡であり、ウォバッシュ川が一部郡境になっている。南は陸続きでパーク郡、東は同じくモンゴメリー郡となっている。州都インディアナポリス市は約60マイル (97 km) 東にある。
アメリカ合衆国国勢調査局に拠れば、郡域全面積は397.88平方マイル (1,030.5 km2)であり、このうち陸地395.66平方マイル (1,024.8 km2)、水域は2.22平方マイル (5.7 km2)で水域率は0.56％である。
土地の標高は北東部での770フィート (230 m) から南西部の465フィート (142 m) まで変化している。南東部ではウォバッシュ川が郡域から出て行く。郡全域がウォバッシュ川流域にあたり、川に沿って南西に向け緩やかな傾斜がある。表土は厚さ数インチから7フィート (210 cm) の黄土である。郡領域の約84％が農地である。
ウォバッシュ川沿いアッティカの約7マイル (11 km) 南西に、ポートランド・アーチ自然保護区とミラー・キャンベル記念領域があり、この広さ435エーカー (0.176 km2) の領域はインディアナ州自然資源省が管理している。ファウンテンという小集落の直ぐ南にある。

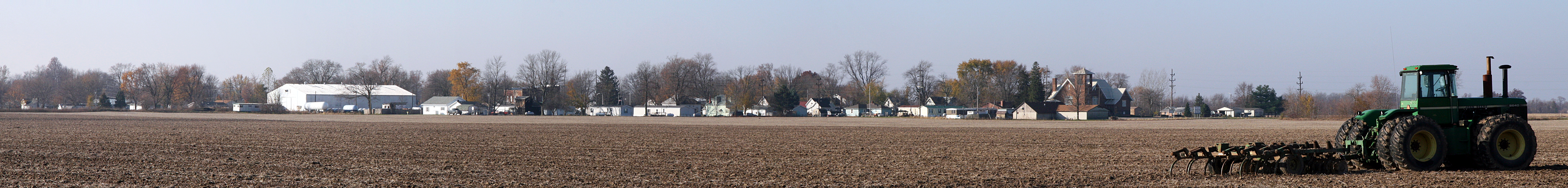
メロット町

### 交通

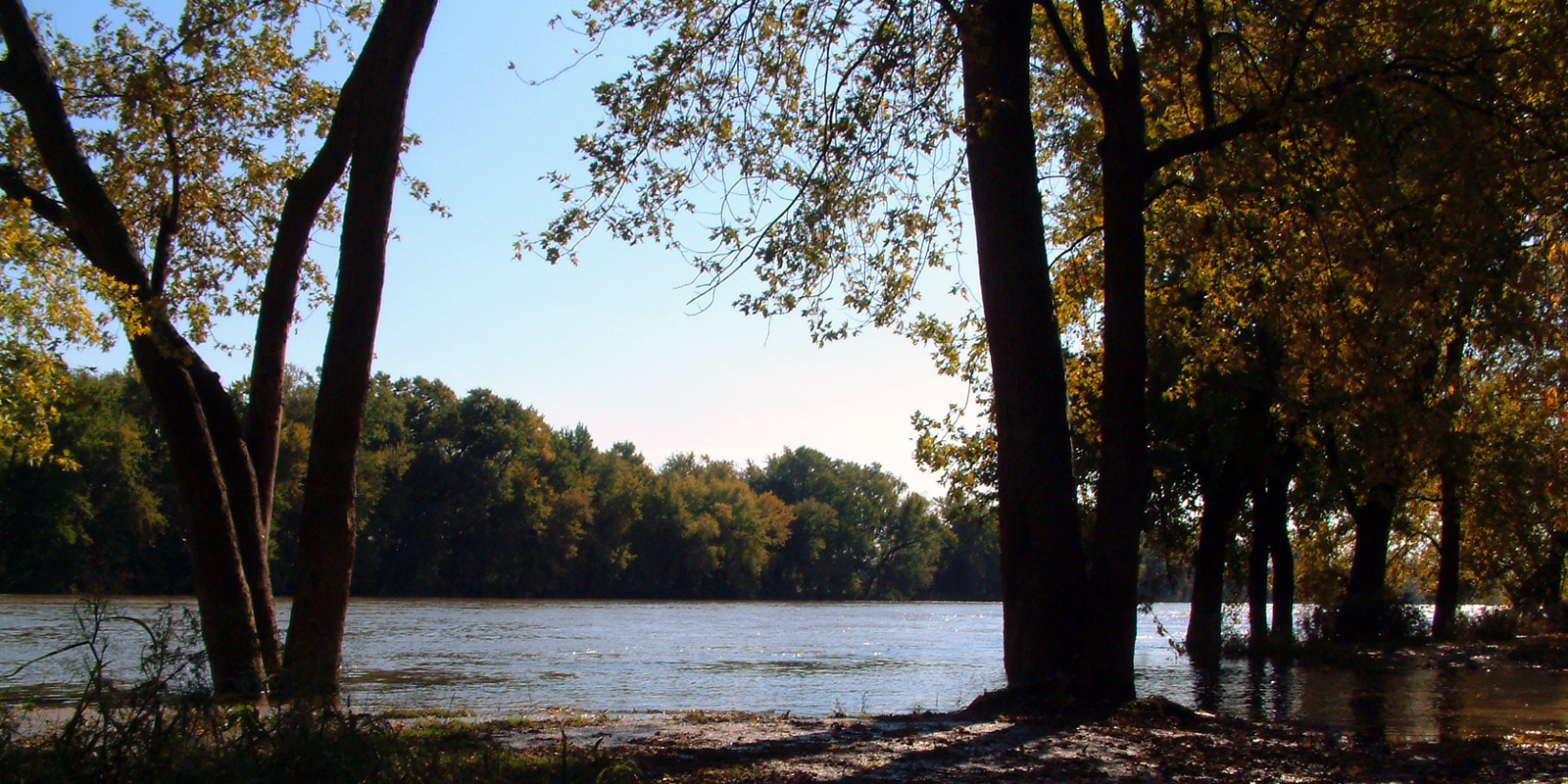
ウォバッシュ川越しにファウンテン郡を望む

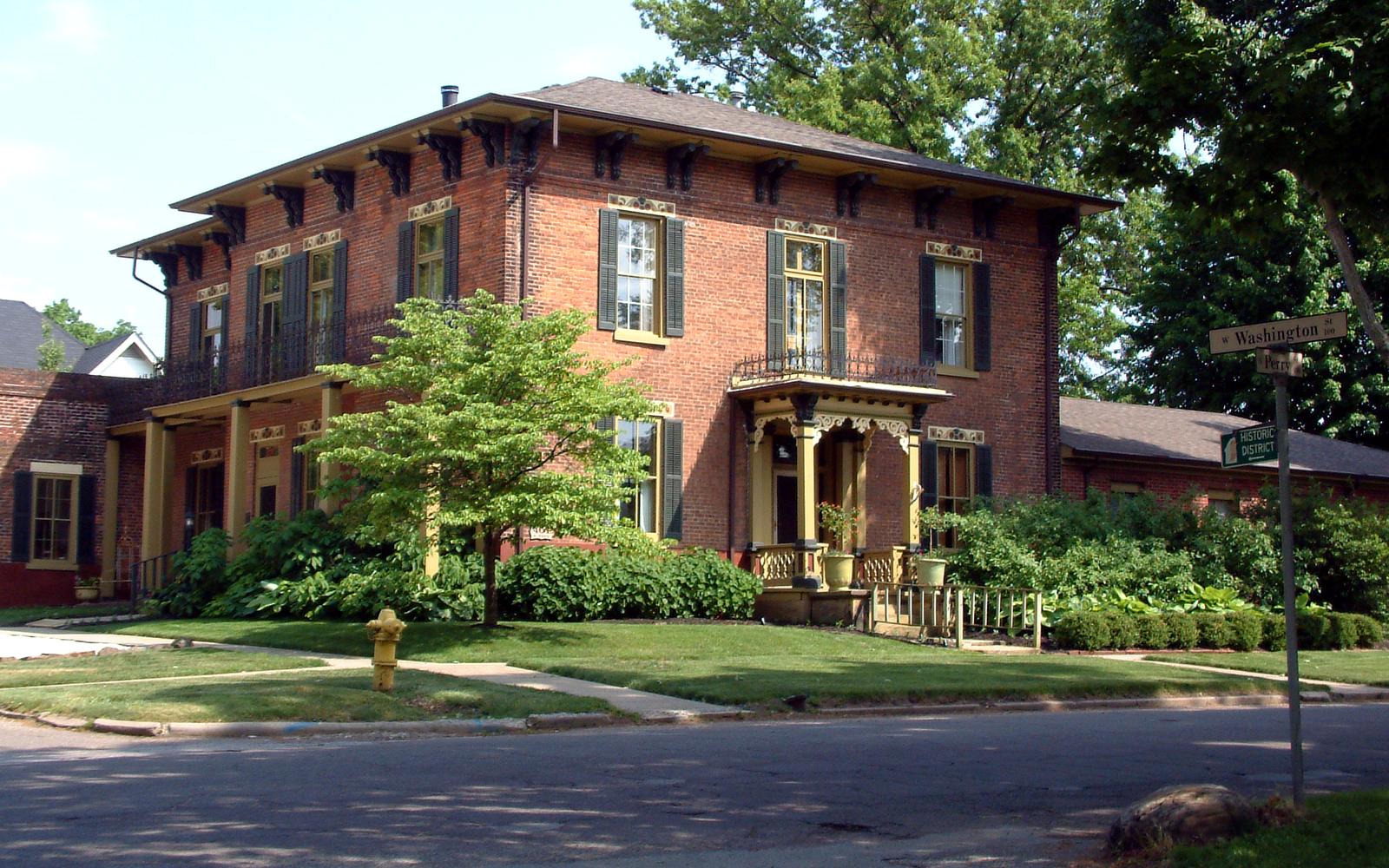
アッティカにある19世紀の家屋

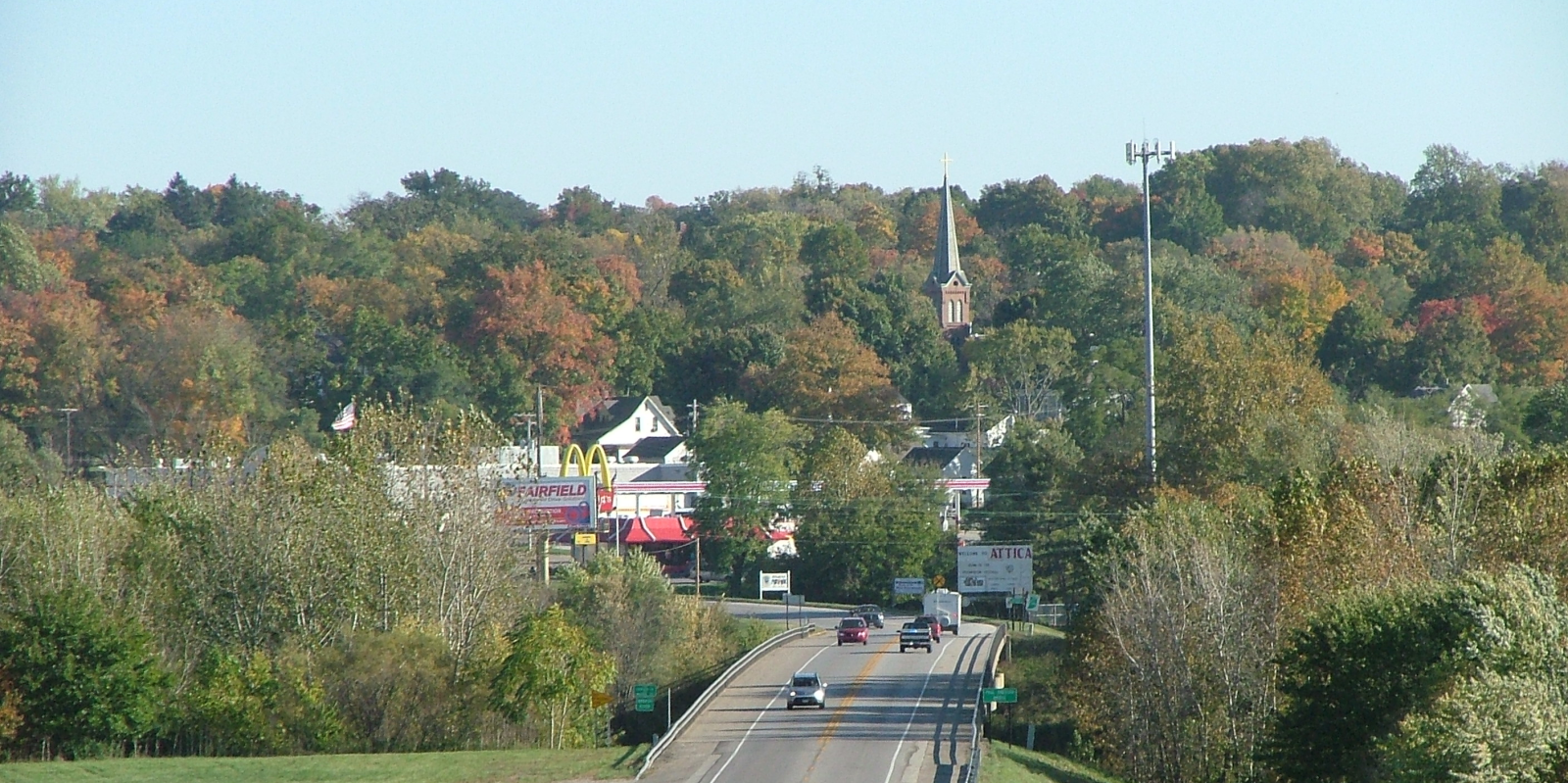
アッティカ市を西から望む

#### 主要高規格道路
州間高速道路74号線は4車線の高規格道路であり、郡中央を東西に抜けている。東のインディアナポリス市から西のイリノイ州を繋いでいる。アメリカ国道136号線は2車線であり、州間高速道路74号線とほぼ同じ経路を辿っている。東部では州間高速道路74号線の南を、ビーダーズバーグとコビントンの間では北側を走っている。 アメリカ国道41号線は南北方向の道路であり、北西のウォーレン郡から入り、アッティカを抜け、南のビーダーズバーグからテレホート市に向かっている。
東西方向に3本の州道が通っている。 インディアナ州道28号線はウォーレン郡からアッティカに入り、郡北部を東に横切っている。 インディアナ州道32号線は西のペリーズビル（バーミリオン郡）からファウンテン郡中央部に入り、郡内を横切って東のクロウフォーズビル（モンゴメリー郡）に抜けている。 インディアナ州道234号線は郡最南部の道路であり、西のカユガ（バーミリオン郡）から入り、 東にキングマンを通っている。南北方向の州道は2本有る。 インディアナ州道55号線はアッティカから郡内に入り、アメリカ国道41号線と供用して南に向かう。ロブロイの町で東に分かれ、南東部をニュータウンに向かう。 インディアナ州道341号線は郡北部の州道28号線に始まり、南に向かって州道234号線に出会って終わっている。

#### 鉄道
ノーフォーク・サザン鉄道が郡の北端を通っている。この線はイリノイ州ダンビルとラファイエットを結んでいる it carries about 45 freight trains each day.。

#### 空港
北東隣のティピカヌー郡にあるパデュー大学がパデュー大学空港を運営しており、州内では2番目に利用数の多い空港である。州内第1の空港であるインディアナポリス国際空港は約70マイル (110 km) 東にある。

## 気候と気象
ファウンテン郡は州内大半の地域と同様湿潤大陸性気候にあり、ケッペンの気候区分は"Dfa"である。冬は寒く、乾期が無く、夏は暑い。
近年、郡庁所在地であるコビントン市の平均気温は1月の15°F (-9 ℃) から7月の85°F (29 ℃) まで変化している。過去最低気温は1994年1月に記録された-26°F (-32 ℃) であり、過去最高気温は1988年8月に記録された105°F (41 ℃) である。月間降水量は2月の1.80インチ (46 mm) から6月の4.53インチ (115 mm) まで変化している。
1950年から2009年の間で、郡内では6個の竜巻が発生した。死傷者は出なかったが、被害総額は2,500万ドル以上と推計されている。

## 教育
郡内の公共教育は3つの主体が管轄している。アッティカ統合学校法人は北部を管轄し、2009年から2010年の学校年では児童・生徒数964人である。アッティカ小学校とアッティカ中・高校が含まれる。コビントン・コミュニティ学校法人は西部を管轄し、同年度の児童・生徒数1,012人である。コビントン小学校、コビントン中学校、コビントン高校が含まれる。南東部は南東ファウンテン学校法人が管轄し、同年度の児童・生徒数1,279人である。南東小学校、ファウンテン郡中央中・高校が含まれる。

## 郡政府
郡政府は憲法による政体であり、インディアナ州憲法とインディアナ州法典によって特別の権力を認められている。

### 郡政委員会
郡政委員会は郡政府の立法府であり、郡の歳出や歳入を管理している。委員は郡内の選挙区から選出され、任期は4年間である。給与、年間予算、特別支出を設定する責任がある。郡レベルで所得税や資産税、消費税、サービス税を課する限定付き権限があるが、所得税と資産税は州の承認を要する。

### 行政委員会
行政委員会は郡政府の行政府である。委員は郡全体を選挙区に選出され、任期は4年間で2年毎に半数が改選される。委員の一人、通常は最も経験のある者が議長になる。行政委員会は郡政委員会が決めた法を実行し、税金を集め、郡政府の日々の機能を管理する責任がある。

### 郡裁判所
郡は1つの巡回裁判所を維持している。その判事は4年間任期で選出され、インディアナ州法廷弁護士協会の会員でなければならない。

### 郡政府役人
上記以外に、保安官、検視官、監査官、財務官、登記官、測量士および巡回裁判所事務官が選挙で選ばれている。任期は4年間であり、郡政府の異なる部門を監督している。郡政府に選ばれる役人は支持政党を公にすることが求められ、また郡の住人でなければならない。
各郡区には消防と救急サービスを管理し、生活保護と墓地の管理などを行う委託者がいる。これを3人の委員からなる郡区委員会が補助する。委託者と郡区委員は4年間任期で選出される。
ファウンテン郡はアメリカ合衆国下院議員インディアナ州第4および第8選挙区に属している。インディアナ州議会上院では第23選挙区に属しており、下院では第42選挙区に属している。

## 人口動態
以下は2000年の国勢調査による人口統計データである。
| 基礎データ - 人口: 17,594人 - 世帯数: 7,041 世帯 - 家族数: 5,041 家族 - 人口密度: 17人/km2（45人/mi2） - 住居数: 7,692軒 - 住居密度: 7軒/km2（19軒/mi2） 人種別人口構成 - 白人: 98.71% - アフリカン・アメリカン: 0.11% - ネイティブ・アメリカン: 0.20% - アジア人: 0.18% - 太平洋諸島系: 0.01% - その他の人種: 0.28% - 混血: 0.52% - ヒスパニック・ラテン系: 1.06% 先祖による構成 - アメリカ人：33.4％ - ドイツ系：23.7％ - イギリス系：10.9％ - アイルランド系：7.6％ | 年齢別人口構成 - 18歳未満: 26.2% - 18-24歳: 7.2% - 25-44歳: 27.9% - 45-64歳: 23.1% - 65歳以上: 15.6% - 年齢の中央値: 38歳 - 性比（女性100人あたり男性の人口） - 総人口: 98.5 - 18歳以上: 93.6 世帯と家族（対世帯数） - 18歳未満の子供がいる: 32.6% - 結婚・同居している夫婦: 59.1% - 未婚・離婚・死別女性が世帯主: 8.0% - 非家族世帯: 28.4% - 単身世帯: 24.8% - 65歳以上の老人1人暮らし: 12.6% - 平均構成人数 - 世帯: 2.52人 - 家族: 3.00人 収入と家計 - 収入の中央値 - 世帯: 38,119米ドル - 家族: 43,330米ドル - 性別 - 男性: 33,957米ドル - 女性: 21,631米ドル - 人口1人あたり収入: 17,779米ドル - 貧困線以下 - 対人口: 8.5% - 対家族数: 6.2% - 18歳未満: 10.4% - 65歳以上: 6.9% |

## 郡区
ファウンテン郡は下記11の郡区に分割されている。当初1826年7月24日に設定されたときは5郡区だった。すなわち、ケイン、リッチランド、ショーニー、トロイ、ウォバッシュだった。その後にデイビス、フルトン、ジャクソン、ローガン、ミルクリーク、ヴァンビューレンの6郡区が追加された。

## 都市と町
郡内には8つの法人化された都市と町がある。最大のものはアッティカ市であり、人口は3,245人（2010年）である。郡北部のウォバッシュ川南東側岸にある。アメリカ国道41号線、州道28号線、同55号線が市内を通っている。郡庁所在地のコビントン市が2番目に大きく人口は2,645人（同）である。やはりウォバッシュ川沿いにあり、アッティカからは約10マイル (16 km) 南西側の下流にある。アメリカ国道136号線が通り、州間高速道路74号線の北にある。3番目の町はビーダーズバーグ町であり、人口は2,180人である。郡の中心に近くアメリカ国道41号線、州道136号線、州間高速道路74号線が交差している。
その他の町は人口1,000人未満である。ニュータウン、メロット、ヒルズボロ、ウォレスであり、全て郡東部を南北に走る州道341号線沿いにある。キングマンは最南部にあり、州道234号線が通り、アメリカ国道41号線からは約1マイル (1.6 km) 西にある。

### 未編入の町
上記の都市と町に加えて多くの小さな未編入の町がある。郡南西隅のフルトン郡区にはケイツとシルバーウッドがある。その東のミルクリーク郡区にはハーベイズバーグ、スティームコーナー、イエッドがある。フルトン郡区の北にあるウォバッシュ郡区にはコールクリークがある。ビーダーズバーグ町が入っているヴァンビューレン郡区にはストーンブラフがある。その北のショーニー郡区にはファウンテンとロブロイがある。デイビス郡区のリバーサイドは、ウォーレン郡インディペンデンスの対岸にある。

### 廃村
19世紀後半にウォバッシュ郡区、コビントン市からは南に鉱山町ストリングタウンがあったが、現在は存在していない。郡内、特に南西部には幾つか炭坑がある。

## 著名な出身者
ダニエル・W・ヴォーヒーズ。民主党所属のインディアナ州選出上院議員。オハイオ州で生まれたが、幼児のときに家族がファウンテン郡に移った。ビーダーズバーグの学校に通い、1849年にカレッジを卒業し、法廷弁護士となり、コビントンで弁護士業を始めた。1857年にはテレホート市に移った。1877年から1897年まで上院議員を務め、「ウォバッシュの背の高いプラタナス」と呼ばれた。南北戦争期には反戦主義のコッパーヘッドだった。1897年にワシントンD.C.で死亡し、テレホート市に埋葬されている。

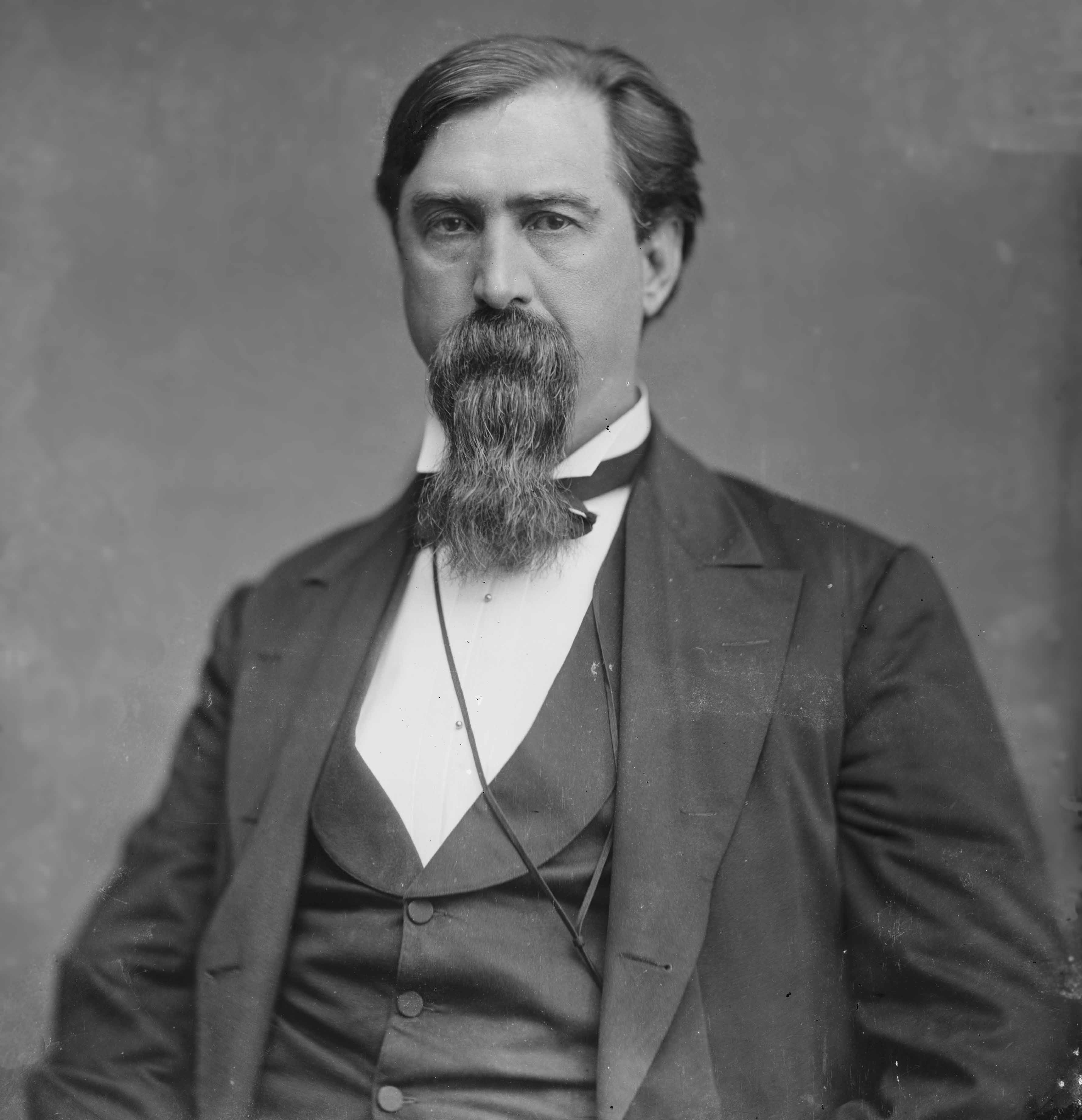
ダニエル・W・ヴォーヒーズ
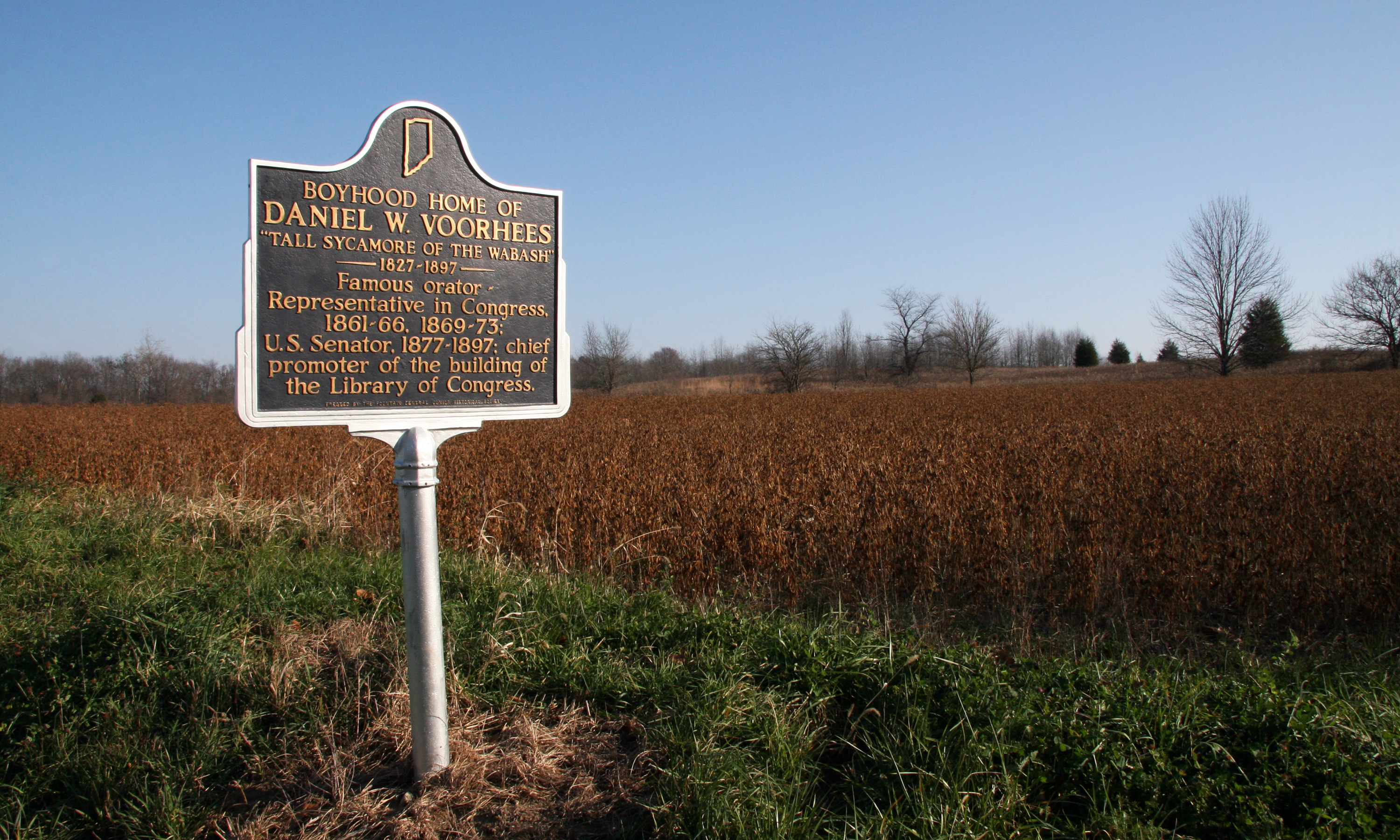
ヴォーヒーズの歴史銘板

## 原註
1. ↑  A $335 capital expense in 1827 would be roughly equivalent to $200,000 in 2009.[10]
2. ↑  A $33,500 capital expense in 1857 would be roughly equivalent to $10,900,000 in 2009.[10]
3. ↑  A $54,624 capital expense in 1861 would be roughly equivalent to $17,600,000 in 2009.[10]
4. ↑  A $246,734 capital expense in 1936 would be roughly equivalent to $17,300,000 in 2009.[10]